# Мато Паљуг
Мато Паљуг (Храшће код Одре, 19. децембар 1911 — Вараждинске Топлице, 1946) био је у Бјеловару свештеник катихета бјеловарске државне гимназије. Као човек од поверења заузимао је важне и одговорне положаје у усташкој држави. Био је професор у домобранској заставничкој школи у Загребу, а затим „душебрижник у Докнадној бојни хрватске легије“. Био је познат као интерпретатор усташке идеологије и усташких начела у дневној штампи. У листу „Независна Хрватска“ објавио је чланка „Бог и Хрвати“ у коме је уздизао и величао католичке а нападао православне свештенике. Он је свуда истицао потребу чишћења Срба из Хрватске“.